# Patrick Greil
Patrick Greil (* 8. September 1996 in Salzburg) ist ein österreichischer Fußballspieler.

## Karriere
Greil begann seine Karriere beim ASK Salzburg. Nach der Ausgliederung der Jugendabteilung spielte er ab 2005 beim ASK Maxglan. 2007 wechselte er in die Jugend des FC Red Bull Salzburg, bei dem er später auch in der Akademie spielte. 2012 wechselte er zum SV Wals-Grünau.
Im März 2013 schloss er sich dem USK Anif an. Im Mai 2014 debütierte er für die erste Mannschaft von Anif in der Regionalliga, als er am 29. Spieltag der Saison 2013/14 gegen den TSV St. Johann in der 71. Minute für Tati eingewechselt wurde. Zu Saisonende musste er mit Anif aus der Regionalliga absteigen.
Nach einer Saison in der Salzburger Liga stieg man allerdings wieder in die Regionalliga auf. In der Aufstiegssaison 2014/15 kam Greil zu 29 Einsätzen in der vierthöchsten Spielklasse, in denen er fünf Tore machte.
Nach über 100 Spielen für Anif wechselte er zur Saison 2018/19 zum Zweitligisten SK Austria Klagenfurt. Sein Debüt in der 2. Liga gab er im Juli 2018, als er am ersten Spieltag jener Saison gegen den SC Austria Lustenau in der Startelf stand. In seinen ersten beiden Profisaisonen kam er jeweils zu 28 Zweitligaeinsätzen, in denen er drei Tore erzielte. In der Saison 2020/21 gelang dem Mittelfeldspieler schließlich der Durchbruch in der 2. Liga, er verpasste nur ein Spiel gesperrt und kam so in den restlichen 29 Spielen zum Einsatz und machte dabei acht Tore und steuerte weitere elf Assists bei. Mit Klagenfurt stieg er nach gewonnener Relegation zu Saisonende auch in die Bundesliga auf. Nach dem Aufstieg debütierte er im Juli 2021 im Kärntner-Derby gegen den Wolfsberger AC in der höchsten Spielklasse. Sein erstes Tor in der Bundesliga gelang ihm im August 2021 bei einem 2:1-Sieg gegen die WSG Tirol. Nach insgesamt vier Jahren in Kärnten verließ er die Austria nach der Saison 2021/22.
Daraufhin wechselte er innerhalb der Bundesliga zum Rekordmeister SK Rapid Wien, bei dem er einen bis Juni 2025 laufenden Vertrag erhielt. In seiner ersten Saison in Wien kam er zu 28 Ligaeinsätzen für die Rapidler. In der Saison 2023/24 absolvierte er bis zur Winterpause nur noch fünf Ligaspiele. Im Jänner 2024 wechselte er nach Deutschland zum Drittligisten SV Sandhausen. Für Sandhausen absolvierte er insgesamt 43 Partien in der 3. Liga, aus der Sandhausen aber am Ende der Saison 2024/25 abstieg.
Greil kehrte daraufhin zur Saison 2025/26 nach Österreich zurück, wo er sich Bundesligist SCR Altach anschloss, bei dem er einen bis 2028 laufenden Vertrag erhielt.